# Парламентские выборы в Лихтенштейне (2005)

Парламентские выборы в Лихтенштейне 2005 года проходили 13 марта. Победу одержала Прогрессивная гражданская партия, лидер которой Отмар Хаслер стал главой правительства страны.

## Результаты
| | Прогрессивная гражданская партия          | 94 547  | 48,7 | 12 | –1 |
| | Патриотический союз                       | 74 162  | 38,2 | 10 | –1 |
| | Свободный список                          | 25 286  | 13,0 | 3  | +2 |
| Недействительных/пустых бюллетеней                                                                                         | Недействительных/пустых бюллетеней        | 315     | —    | —  | —  |
| Всего | Всего                                     | 15 650* | 100  | 25 | —  |
| Зарегистрированных избирателей/Участие, %                                                                                  | Зарегистрированных избирателей/Участие, % | 17 428* | 86,5 | —  | —  |
| Source: Information and Communication of the Government Архивная копия от 23 июля 2012 на Wayback Machine, Nohlen & Stöver |                                           |         |      |    |    |

* Каждый избиратель имеет столько голосов, сколько мест в парламенте, поэтому общее количество голосов, отданных за различные партии больше, чем количество избирателей.